# Abierto de Estados Unidos 1971
El Abierto de Estados Unidos 1971 es un torneo de tenis disputado en superficie dura, siendo el cuarto y último torneo del Grand Slam del año.

## Finales

### Senior

#### Individuales masculinos
Stan Smith vence a  Jan Kodeš, 3–6, 6–3, 6–2, 7–6.

#### Individuales femeninos
Billie Jean King vence a  Rosemary Casals, 6–4, 7–6.

#### Dobles masculinos
John Newcombe /  Roger Taylor vencen a  Stan Smith /  Erik van Dillen, 6–7, 6–3, 7–6, 4–6, 7–6.

#### Dobles femeninos
Rosemary Casals /  Judy Tegart Dalton vencen a  Gail Chanfreau /  Françoise Durr, 6–3, 6–3.

#### Dobles mixtos
Billie Jean King /  Owen Davidson vencen a  Betty Stöve /  Robert Maud, 6–3, 7–5.

### Junior

#### Individuales masculinos
El torneo comenzó en 1973.

#### Individuales femeninos
El torneo comenzó en 1974.

#### Dobles masculinos
El torneo comenzó en 1982.

#### Dobles femeninos
El torneo comenzó en 1982.